# Jan Chryzostom Drescher
Jan Chryzostom Drescher (ur. 1651 w Braniewie, zm. 19 lipca 1717) – duchowny katolicki, kanonik warmiński, wieloletni proboszcz parafii katolickiej w Królewcu.

## Życiorys

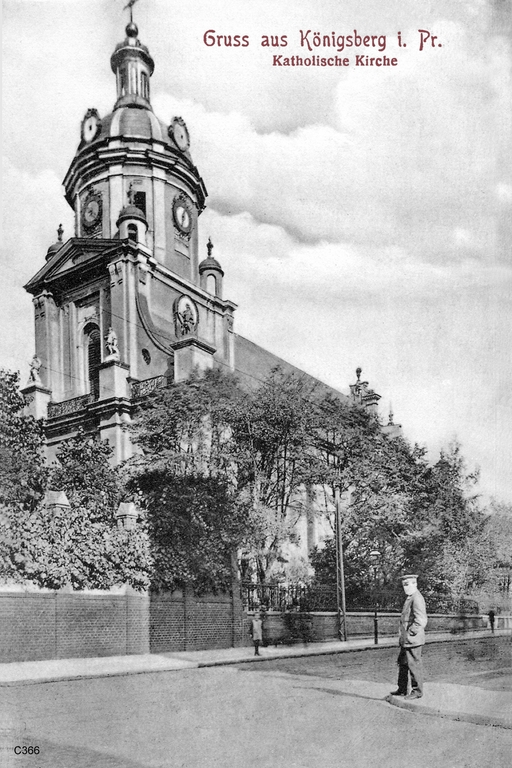
Przez 27 lat był proboszczem kościoła św. Jana Chrzciciela (Propsteikirche) w Królewcu

Urodził się w 1651 w Starym Mieście Braniewie, w rodzinie Jakuba i Anny. Ojciec wymieniany jest w roku 1652 w składzie urzędników Starego Miasta Braniewa jako dzwonnik. 28 stycznia 1652 Jan Chryzostom Drescher został ochrzczony w kościele parafialnym św. Katarzyny w Braniewie. 31 sierpnia 1668 rozpoczął naukę w Alumnacie Papieskim w Braniewie. Następnie kontynuował studia w Akademii Wileńskiej. 27 lutego 1675 przyjął święcenia kapłańskie.
Jako neoprezbiter został skierowany w lipcu tego roku do parafii w Barczewie. 11 lutego 1783 został mianowany wikariuszem w Lidzbarku Warmińskim i równocześnie nadwornym teologiem biskupa warmińskiego Michała Stefana Radziejowskiego. Następnie mianowany wikariuszem i kaznodzieją katedralnym we Fromborku. 7 marca 1785 otrzymał od biskupa Zbąskiego zatwierdzenie na proboszcza parafii katolickiej w Królewcu, którą zarządzał przez następnych 27 lat. Posiadał duży autorytet nie tylko wśród katolików, ale cieszył się poważaniem również wśród ludności protestanckiej. Bardzo dużym zaangażowaniem wykazał się w czasie III wojny północnej, kiedy w Królewcu szukało schronienia przed królem szwedzkim Karolem XII wiele osób z Polski i Litwy. Znajdowali oni azyl oraz pierwsze wsparcie na plebanii ks. Dreschera, wśród nich był m.in. biskup warmiński Andrzej Chryzostom Załuski, który przyjechał do Królewca wraz ze swoimi braćmi.
29 czerwca 1710 ks. Drescher został mianowany kanonikiem warmińskim po śmierci kanonika Ludwika Szembeka. Na początku roku 1712 zamieszkał we Fromborku. Tam zmarł 17 lipca 1717. Pochowany został we fromborskiej katedrze. W swoim testamencie z dnia 8 stycznia 1712 (wznowionym 30 marca 1714) znaczną część majątku zapisał na kościół oraz misję jezuicką w Królewcu, nie zapomniał nawet o zakrystianie, który przez wiele lat posługiwał w jego parafii w Królewcu.
Po śmierci biskupa Załuskiego pozostawał jednym z kandydatów do sakry biskupiej. Nowym biskupem wybrany został jednak Teodor Potocki.
Znał język polski znał i choć, jak sam przyznawał, niezbyt dobrze, jednakże zaangażował się w krzewienie języka polskiego. Szczególnie znaczące zasługi w tym względzie przypadły na czas jego posługi w Królewcu, w szczególnie trudnym okresie głodu, zarazy i najazdów wojsk szwedzkich.